# Toombs megye
Toombs megye az Amerikai Egyesült Államokban, azon belül Georgia államban található. Megyeszékhelye Lyons, legnagyobb városa Vidalia. Lakosainak száma 27 030 fő (2020. április 1.). Toombs megye Emanuel, Appling, Treutlen, Montgomery, Jeff Davis, Tattnall és Candler megyékkel határos.

## Népesség
A megye népességének változása:
| Lakosok száma | 27 313 | 27 244 | 27 237 | 27 273 | 27 241 | 27 030 |
|               | 2010   | 2011   | 2012   | 2013   | 2015   | 2020   |